# چیورموز
شهر چیورموز (به روسی: Чёрмоз) در کشور روسیه و در کرای پرم واقع شده‌است.